# Vyšehoří
Vyšehoří (in tedesco Wyschehor) è un comune della Repubblica Ceca facente parte del distretto di Šumperk, nella regione di Olomouc.